# 興津大三
興津 大三（おきつ だいぞう、1974年6月15日 - ）は、兵庫県出身の元サッカー選手。2013年まで清水エスパルス強化部でスカウト統括および編成担当。アーセナルサッカースクール市川の創設時にGMを務めた。

## 人物
大学時代はフォワード。大学ナンバーワンルーキーと期待され1997年に清水エスパルスに入団。2000年にセレッソ大阪に移籍し、同年オフに現役を引退した。
引退後は主に清水エスパルス強化部にてスカウト統括及びチーム編成を担当。岡崎慎司、藤本淳吾、大前元紀、本田拓也などを獲得。
2014年にイングランド・プレミアリーグ所属のアーセナルFCが日本で公式に開設したアーセナルサッカースクール市川のGMに就任、2016年に退任した。

## 所属クラブ
- 西淡湊サッカー少年団
- 1987年 - 1989年 西淡町立御原中学校
- 1990年 - 1992年 清水商業高校
- 1993年 - 1996年 筑波大学
- 1997年 - 1999年  清水エスパルス
- 2000年  セレッソ大阪

## 個人成績
| 国内大会個人成績 | 国内大会個人成績 | 国内大会個人成績 | 国内大会個人成績 | 国内大会個人成績 | 国内大会個人成績 | 国内大会個人成績 | 国内大会個人成績 | 国内大会個人成績 | 国内大会個人成績 | 国内大会個人成績 | 国内大会個人成績 |
| 年度             | クラブ           | 背番号           | リーグ           | リーグ戦         | リーグ戦         | リーグ杯         | リーグ杯         | オープン杯       | オープン杯       | 期間通算         | 期間通算         |
| 年度             | クラブ           | 背番号           | リーグ           | 出場             | 得点             | 出場             | 得点             | 出場             | 得点             | 出場             | 得点             |
| 日本             | 日本             | 日本             | 日本             | リーグ戦         | リーグ戦         | リーグ杯         | リーグ杯         | 天皇杯           | 天皇杯           | 期間通算         | 期間通算         |
| ---------------- | ---------------- | ---------------- | ---------------- | ---------------- | ---------------- | ---------------- | ---------------- | ---------------- | ---------------- | ---------------- | ---------------- |
|                  | 筑波大           |                  | -                | -                | -                | -                | -                |                  |                  |                  |                  |
| 1997             | 清水             | 18               | J                | 17               | 1                | 0                | 0                |                  | 0                |                  | 1                |
| 1998             | 清水             | 18               | J                | 0                | 0                | 1                | 0                |                  | 0                |                  | 0                |
| 1999             | 清水             | 18               | J1               | 0                | 0                | 0                | 0                |                  | 0                |                  | 0                |
| 2000             | C大阪            | 16               | J1               | 12               | 0                | 3                | 0                | 1                | 0                | 16               | 0                |
| 通算             | 日本             | 日本             | J1               | 29               | 1                | 4                | 0                | 3                | 0                | 36               | 1                |
| 通算             | 日本             | 日本             | 他               | -                | -                | -                | -                | 3                | 1                | 3                | 1                |
| 総通算           | 総通算           | 総通算           | 総通算           | 29               | 1                | 4                | 0                | 6                | 1                | 39               | 2                |

- 天皇杯：6試合1得点

筑波大：3試合1得点、清水：2試合0得点、C大阪：1試合0得点
その他の公式戦
- 1999年
  - 東海チャンピオンシップ 1試合

## 指導歴
- 滝川第二高校：サッカー部コーチ 2001年
- 清水エスパルス：サッカースクールコーチ 2002年
- 清水エスパルス強化部スカウト統括
- アーセナルサッカースクール市川GM
- 島田樟誠高等学校 : サッカー部コーチ　2017年
- ボスコヴィラサッカーアカデミー（奈良県立山辺高等学校と提携） : 監督[3]